# Atterbury House
L'Atterbury House è un grattacielo di Città del Capo in Sudafrica.

## Storia
I lavori di costruzione dell'edificio vennero completati nel 1976.

## Descrizione
Con 119 metri d'altezza per 29 piani, il grattacielo è il quarto più alto di Città del Capo.